# (69286) von Liebig
(69286) von Liebig (1990 TN9) – planetoida z grupy pasa głównego asteroid okrążająca Słońce w ciągu 4,31 lat w średniej odległości 2,65 j.a. Odkryta 10 października 1990 roku.